# Joseph Roth

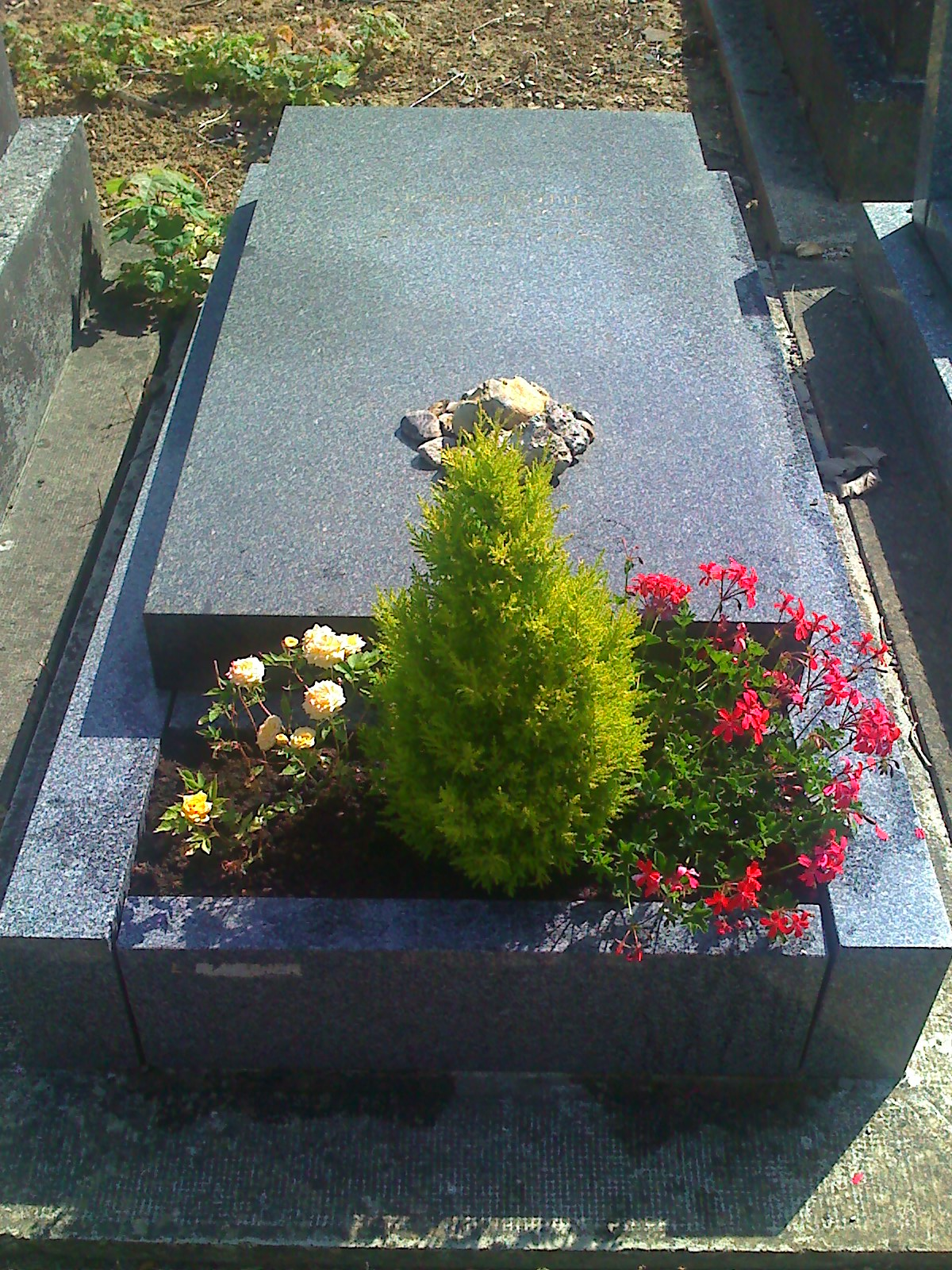
Tumba de Joseph Roth, cerca de París.

Moses Josep Roth (Brody, Imperio austrohúngaro, 2 de septiembre de 1894 - París, 27 de mayo de 1939) fue un novelista y periodista austríaco de origen judío.
Escribió con técnicas narrativas tradicionales varias novelas de calidad como Fuga sin fin, La leyenda del santo bebedor, La cripta de los capuchinos o La rebelión. Su obra más conocida es La marcha Radetzky, que describe el ocaso del Imperio austrohúngaro a través de la saga de los Trotta. Está considerado, junto con Hermann Broch y Robert Musil, uno de los mayores escritores centroeuropeos del siglo XX. Formó parte de la literatura del exilio provocado por el nazismo. Gozó de gran éxito en vida y su obra fue ampliamente reconocida también de forma póstuma.
La obra de Roth es de dominio público.

## Biografía
El propio Roth dio versiones contradictorias sobre su vida, en particular sobre su lugar de nacimiento, la identidad de su padre o su participación en la Primera Guerra Mundial. La biografía publicada por David Bronsen en 1974, Joseph Roth. Eine Biographie, señala los datos hoy comúnmente aceptados.
Nació en Brody, en la región de Galitzia, por entonces dentro del Imperio austrohúngaro, cerca de la frontera con la Rusia zarista. Hoy esta región se divide entre Polonia y Ucrania. Su familia era judía. Su madre, Maria Grübel, era hija de un comerciante; su padre, Nachum Roth, abandonó a la familia al año y medio de casarse, antes de nacer Joseph. Roth y su madre vivieron de la ayuda de sus parientes maternos, a cargo, sobre todo, de su tío Siegmund Grübel, que posteriormente sería el modelo para Bloomfield, personaje de su novela Hotel Savoy.
Estudió en el colegio de Brody (1901-1905) y en el Gymnasium del Príncipe Coronado Imperial-Real Rodolfo (1905-1913). Sus estudios universitarios, en literatura y filosofía, los inició en la Universidad de Lemberg (hoy Leópolis, Ucrania) y los acabó en Viena (1914-1916).
Durante la Primera Guerra Mundial sirvió en el ejército austríaco en un regimiento de tiradores, aunque probablemente trabajara en un puesto de oficina. La guerra y la caída del Imperio de los Habsburgo en 1918 tuvieron una gran influencia en su vida. Este período marcó el comienzo de un pronunciado sentido de “pérdida de la patria”, que aparece repetidamente en sus obras.
Después de la guerra, trabajó en Der Friede y Der Neue Tag, en Viena. Al quebrar Der Neue Tag en abril de 1920, se trasladó a Berlín para trabajar en el Neue Berliner Zeitung. Se casó con Friederiche Reichler, de la zona de la Bukovina a la que había conocido en 1919 y con la que se estableció en Berlín. Desde 1921 trabajó para el Berliner Börsen-Courier y el liberal Frankfurter Zeitung. Desde 1923 hasta 1932 Roth fue corresponsal para el Frankfurter Zeitung, viajando por toda Europa, incluida la Unión Soviética en 1926, un viaje que le hizo perder sus ilusiones socialistas anteriores.
Su mujer padecía esquizofrenia y fue confinada en sanatorios y otras instituciones desde 1929. Esto le sumió en una profunda crisis, tanto emocional como financiera. Pese a todas las dificultades (también económicas) se convirtió en uno de los más afamados escritores de la Europa de entreguerras. Tras la publicación de Job (1930) y La marcha Radetzky (1932) tuvo verdadero éxito como novelista.
En 1933, con la llegada del nazismo al poder en Alemania, dejó Berlín y regresó a Viena. Menos de un año después tuvo que exiliarse de nuevo tras el asesinato del canciller federal Engelbert Dollfuss el 25 de julio de 1934, en un intento de golpe de Estado de los nazis austríacos. En la Alemania nazi, sus obras fueron quemadas. Roth se trasladó de una ciudad europea a otra, viviendo en hoteles y escribiendo en las mesas de los cafés. Residió principalmente en París, en el número 18 de la calle de Tournon. Allí, su salud acabó de degradarse por su alcoholismo. También vivió una temporada en Ámsterdam y pasó el verano de 1936 en Ostende, donde coincidió con y trató a Stefan Zweig. Desde 1936 hasta 1938 estuvo relacionado con la escritora alemana en el exilio Irmgard Keun.
En los años 1930 siguió escribiendo artículos, ahora para Die Wahrheit (Praga), Pariser Tageblatt, Der christliche Ständestaat (Viena), Die Zukunft (París) y Pariser Tageszeitung, entre otros, pero sobrevivió principalmente de los derechos de autor, ya que se hicieron numerosas traducciones de sus obras. Durante esta época se convirtió al catolicismo. Su conversión se debió a su fidelidad hacia la monarquía austrohúngara aunque lo más seguro es que haya leído y conocido las obras de Santa Teresita de Lisseux y eso lo convirtiera al catolicismo. De hecho si última novela trata sobre la necesidad de cumplir una promesa a dicha santa.
En otoño de 1938 sufrió un infarto; en la primavera de 1939 fue internado en el Hospital Necker, aquejado de enfermedad pulmonar. Murió en París el 27 de mayo de 1939, al parecer consumido por el alcohol, sumido en el delirium tremens. Fue enterrado en el cementerio Thiais, en la zona sur de París, en una extraña ceremonia en la que, según los biógrafos D. Bronsen y H. Kesten, se mezclaron judíos y católicos, comunistas y monárquicos. En su tumba dice, simplemente, «écrivain autrichien mort à Paris» (escritor austríaco muerto en París).
Su familia desapareció en un campo de concentración. Su mujer fue asesinada en aplicación de las leyes eugenésicas nazis y fue objeto de eutanasia legal, para eliminar enfermos mentales.

## Obras
- Der Vorzugsschüler. Narración
  - Versión abreviada en: Österreichs Illustrierte Zeitung 10 de septiembre de 1916, Viena
  - Primera edición en: Joseph Roth. Die Erzählungen. Con un epílogo de Hermann Kesten. Kiepenheuer & Witsch, Colonia 1973.
  - Manuscrito sin fecha en el Leo Baeck Institute, Nueva York
- Barbara.Narración. En: Österreichs Illustrierte Zeitung 14 de abril de 1918, Viena
- Kaffeehaus-Frühling. Ein Wein-Lesebuch (Primavera de café, Verlag Kiepenhauer & Witsch, Colonia 2001, 2005; Acantilado, 2010. Artículos periodísticos publicados entre 1919 y 1923.
- Das Spinnennetz (La tela de araña, p. 1967, póstuma). Se publicó en un periódico vienés en octubre y noviembre de 1923, con la finalidad de alertar sobre el creciente nacionalismo alemán. Es una novela fallida, con defectos debidos a la urgencia de su escritura. Roth prefería señalar que Hotel Savoy fue la primera.
- Hotel Savoy (1924). Novela. Describe a la variada clientela de un hotel, ordenando sus historias de acuerdo a la riqueza y estatus de sus personajes.
- Die Rebellion (La rebelión, 1924). Novela. Su protagonista, Andreas Pum, perdió una pierna en la Primera Guerra Mundial y se gana la vida tocando el organillo. Un incidente nimio en un autobús empeora su situación.
- April. Die Geschichte einer Liebe (Abril: historia de un amor, 1925).
- Der blinde Spiegel, (El espejo ciego, 1925). Cuento.
- Die Weissen Städte (Las ciudades blancas). Pertenece al volumen Im Bistro nach Mitternacht, p. en 1999, póstum. Libro de viajes por el centro y sur de Francia en 1925
- Viaje a Rusia (Ed. Minúscula, S.L.U., 2008) Artículos periodísticos sobre el viaje a la URSS efectuado por cuenta del Frankfurter Zeitung en 1926.
- Juden auf Wanderschaft (Judíos errantes, 1927). Selección de algunos de sus artículos periodísticos. Relata las migraciones de judíos orientales hacia la Europa Occidental, después de la Primera Guerra Mundial y la Revolución Soviética.
- Die Flucht ohne Ende (Fuga sin fin, 1927). Sigue esta novela las experiencias de un soldado austríaco que regresa de su cautividad en Siberia, hacia el Occidente, y que se encuentra con una sociedad distinta.
- Zipper und sein Vater (Zipper y su padre, 1928). Novela breve.
- Rechts und Links (A diestra y siniestra o Izquierda y derecha, 1929). Novela. Tres biografías paralelas, una fotografía del poder y de los que lo detentan, una radiografía del dinero y de sus mecanismos de compraventa: una escalofriante novela sobre la soledad del hombre moderno implacable, lúcida y brillante. ('Izquierda y derecha' Editorial Pasos Perdidos, Madrid, septiembre de 2014.978-84-941162-7-8).
- Der stumme Prophet (El profeta mudo, p. 1956, póstuma). Recoge sus reflexiones, escritas en 1929, sobre el viaje realizado a la Unión Soviética en 1926.
- Perlefter y Erdbeeren (Fresas), fragmentos de novela, 1929. En España: Escenas de la vida burguesa: Perlefter y Fresas, dos relatos inacabados (Siglo XXI de España Editores, S.A., 2006); Fresas (Acantilado, 2017). Publicados póstumamente.
- Briefe aus Deutschland. En: Fazit. Ein Querschnitt durch die deutsche Publizistik. Editado por Ernst Glaeser, Gebrüder Enoch, Hamburgo 1929.
- Hiob. Roman eines einfachen Mannes (Job, también Job: historia de un hombre sencillo, 1930). Novela sobre la lucha de los judíos de la Europa Oriental, con una analogía moderna de la historia bíblica. En una revista, la actriz Marlene Dietrich comentó que era su libro favorito. Fue el primer libro que le proporcionó fama como novelista.
- Panoptikum. Gestalten und Kulissen, Knorr & Hirth, Múnich 1930
- De cine (Casimiro Libros, 2018). Reseñas cinematográficas publicadas entre 1919 y 1931.
- Radetzkymarsch (La marcha Radetzky y también La marcha de Radetzky, 1932). Es su novela más conocida. Describe el Imperio Austrohúngaro desde 1859, cuando un oficial del ejército salva la vida del joven emperador en la batalla de Solferino, hasta la muerte del emperador Francisco José en 1916. A través de la historia de la familia Trotta, analiza esa sociedad plurinacional y multiétnica, y su desintegración paulatina. Oscila entre la nostalgia y la observación irónica del presente.
- Stationschef Fallmerayer (Jefe de estación Fallmerayer, 1933).
- Crónicas berlinesas (Editorial Minúscula, S.L.U., 2006) Artículos periodísticos publicados entre 1920-1933, dedicados al Berlín de los años veinte.
- Tarabas, ein Gast auf dieser Erde (Tarabas, 1934). Novela. Su protagonista, Nikolaus Tarabas, vive solamente para la guerra. Relato violento y brutal, describe la caótica guerra en la "frontera occidental" del Imperio ruso en el momento de su disgregación. Destacan las páginas que describen un pogromo.
- Triumph der Schönheit (El triunfo de la belleza, 1934). Relato breve. Publicado en traducción francesa de Blanche Gidon (Le triomphe de la beauté) en: Nouvelles littéraires, septiembre de 1934, París
- Die Büste des Kaisers (El busto del emperador, 1934). Relato breve. Publicado en traducción francesa de Blanche Gidon (Le buste de l’empereur) en: Nouvelles littéraires, diciembre de 1934, París
- Der Antichrist (El anticristo: un alegato moral contra la barbarie, 1934). Panfleto en defensa del humanismo y contra lo que el autor considera las modernas formas de barbarie: el nazismo, el comunismo, el patrioterismo, la tecnología y el cine de Hollywood.
- Der Leviathan' (El Leviatán). Relato corto. Querido, Ámsterdam 1940. El protagonista es Nissen Piczenik, un comerciante de corales que, un día, decide mezclar corales falsos en su mercancía.
  - Publicación parcial: «Der Korallenhändler». En: Das neue Tage-Buch, 22 de diciembre de 1934, París
- Die hundert Tage (La balada del centenar de días y también Los cien días, 1936)
- Beichte eines Mörders, erzählt in einer Nacht (Confesión de un asesino, 1936). En un bar de París, se confiesa un tenebroso personaje, hijo ilegítimo de un príncipe ruso y exagente de la policía secreta de los zares. Fábula sobre el Mal, esta “novela rusa” de Roth es una de sus obras maestras de su madurez.
- Das falsche Gewicht. Die Geschichte eines Eichmeisters (El peso falso, 1937). Novela. Su protagonista, Anselm Eibenschütz, antiguo soldado imperial austríaco, es inspector de pesos y medidas en la frontera con el Imperio Zarista. Describe una comarca perdida, en la frontera con Rusia, habitada por falsarios, contrabandistas y desertores.
- Die Kapuzinergruft (La cripta de los capuchinos, 1938). Novela. El título se refiere al panteón imperial austríaco. A modo de epílogo de La Marcha Radetzky, relata la caída del imperio a través de la familia Trotta. Escrito en el momento del Anschluss, representa el compromiso de Roth con la perdida Monarquía dual de los Habsburgo.
- (con Zweig, S.): Jede Freundschaft mit mir ist verderblich (Ser amigo mío es funesto: correspondencia, 1927-1938). Publicado póstumamente Wallstein ein Verlag, Gotinga, 2011. En España, publicado por Acantilado, 2014.
- Die Geschichte von der 1002. Nacht (La noche mil dos, 1939). Novela. El soberano de Persia visita Viena. los personajes principales -el Barón Taittinger, la madame del burdel Frau Matzner y la prostituta Mizzi Schinagl- caen víctimas de los regalos que el Sah de Persia les hace. Combina tensión dramática con suave humor, aventuras y un aire de cuento oriental.
- Die Legende vom heiligen Trinker (La leyenda del santo bebedor, 1939). Novela escrita poco antes de morir. El protagonista es Andreas Kartak, un clochard que vive bajo los puentes del Sena. Recibe doscientos francos, con la obligación de restituirlos, cuando pueda, a la santa Teresita de Lisieux de la iglesia de Sainte Marie des Batignolles. Va describiendo los diferentes intentos de Andreas por cumplir esa promesa. Este relato tuvo una la versión filmada por el director Ermanno Olmi: La Leggenda del santo bevitore, de 1988, con Rutger Hauer de protagonista.
- Berliner Saisonbericht. Reportagen und journalistische Arbeiten (1920-1939) (El juicio de la historia o también El juicio de la historia: escritos 1920-1939 (en España, 2004, 2009).
- Briefe 1911-1939, en español, Cartas (1911-1939). Publicadas póstumamente en 1970 por Verlag Allert de Lange (Ámsterdam) y Verlag Kiepenheuer & Witsch, Colonia; en España, Ed. Acantilado, 2009.
- Die Filiale der Hölle auf Erden. Schriften aus der Emigration, (La filial del infierno en la Tierra. Escritos desde la emigración, p. 2003, póstuma). Artículos escritos en los años 1930 y cuatro cartas a Stefan Zweig.
- The Hotel Years, (Años de hotel. Postales de la Europa de entreguerras, Ed. Acantilado, 2020). Selección de Michael Hofmann de algunos de sus artículos escritos en los años 1920 y 1930.

## Valoración

### Estilo
Siempre realista, su obra evolucionó desde el expresionismo alemán hacia la “Neue Sachlichkeit” Nueva objetividad. Job es la novela que marca esta transición.
Su escritura se caracteriza por una elegancia desencantada y cierto humor; utiliza un lenguaje sencillo, conciso y directo:

Hace muchos años vivía en Zuchnow un hombre llamado Mendel Singer. Era piadoso, temeroso de Dios y muy sencillo: un judío común y corriente, que ejercía la modesta profesión de maestro.
Joseph Roth, Job, 
(trad. de Bernabé Eder Ramos para Bruguera, 1981).

Joseph Roth se consideraba parte de la “literatura alemana desterrada”, autores proscritos en los países donde se habla la lengua en la que escriben:

Sólo el siglo XX puede jactarse de haber creado la figura del escritor al que se le presta atención en todo el mundo, pero que para su patria está muerto.
Joseph Roth, artículo para Nasza Opinja, 7-3-1937,
 en La filial del infierno en la Tierra,
 (trad. Berta Vias Mahou para El Acantilado).

### Temas y personajes
Escogió como protagonistas de sus novelas a antiguos combatientes de la Primera Guerra Mundial, que regresan a una sociedad muy distinta a aquella que dejaron. Ambienta sus novelas en los pueblos judíos fronterizos con Rusia, la Viena cosmopolita anterior a la guerra, así como en el Berlín de entreguerras.
Comenzó a escribir siguiendo tendencias socialistas, llegando a firmar como der rote Joseph (“Joseph el rojo”). Posteriormente, desilusionado tras su viaje a la Unión Soviética, adoptó posturas más conservadoras.
Aunque judío, rara vez hablaba de ello y no le daba especial importancia: 

Mi judaísmo nunca me pareció nada más que un atributo accidental, algo así como mi bigote rubio –que lo mismo podría haber sido negro-. Nunca sufrí por ello. Nunca me enorgullecí de ello.
Joseph Roth, Carta a Stefan Zweig, 24-7-1935,
 recogida en La filial del infierno en la Tierra
 (trad. de Berta Vias Mahou para El Acantilado).

No obstante, recreó los pueblos judíos de su infancia y describió las migraciones hacia el Occidente, muchas veces con los Estados Unidos como objetivo final. Job (1930) es su obra de temática judía más conocida. Pero igualmente aparece en Hotel Savoy, El leviatán y Judíos errantes.
Desde 1930, su ficción se orientó a la evocación nostálgica de la Europa Central anterior a 1914. La monarquía dual perdida era su patria, la única Heimat posible, su verdadero hogar. Admiraba un imperio que había sido crisol de pueblos de diversos orígenes, con lenguas, religiones y tradiciones distintas, unidos por la fidelidad al emperador.
Esta tendencia se refleja en obras como La marcha de Radetzky (1932), que relata la decadencia del imperio a lo largo de tres generaciones de Trotta, o El busto del emperador (1935), cuyo protagonista: 

Hablaba igual de bien prácticamente todas las lenguas europeas, se sentía en casa en la mayoría de los países europeos, sus amigos y parientes vivían dispersos por el ancho y variopinto mundo.
Joseph Roth, El busto del emperador,
 (trad. de Isabel García Adánez para El Acantilado).

La Cripta de los Capuchinos continúa la historia de los Trotta hasta la anexión de Austria por Alemania (1938). La novela finaliza con una significativa pregunta:

Wohin soll ich jetzt, ich, ein Trotta?
Y ahora, ¿a dónde puedo ir yo, un Trotta?
Joseph Roth, La cripta de los capuchinos

De esa Austria cosmopolita desaparecida habían surgido estados-naciones de una sola lengua, una cultura, una religión, encarnación de un nacionalismo por él denostado:

Como es bien sabido, en el siglo XIX se había descubierto que todo individuo tenía que pertenecer a una nación o a una raza determinada si realmente pretende ser reconocido como ciudadano burgués. “De la humanidad a la bestialidad por el camino de la nacionalidad”, había dicho el dramaturgo austriaco Franz Grillparzer. Justo por entonces empezó eso de la “nacionalidad”, la fase previa a esa bestialidad que estamos viviendo ahora.
Joseph Roth, El busto del emperador,
 (trad. de Isabel García Adánez para El Acantilado).

El ejemplo extremo del nacionalismo era la Alemania nacionalsocialista, contra la que escribió firme y decididamente durante toda la década de los años 1930. En estos años finales de su vida se inclinaba hacia una restauración de la monarquía.
El alcoholismo protagoniza su último relato: La leyenda del Santo Bebedor (1939), que acaba con una conocida frase:

Gebe Gott uns allen, uns Trinkern, einen so leichten und schönen Tod.
Denos Dios a todos nosotros, bebedores, tan liviana y hermosa muerte.
Joseph Roth, La leyenda del Santo Bebedor, 
(trad. de Michael Faber-Kaiser para Anagrama).

## Novelas llevadas al cine
La novela La leyenda del santo bebedor, 1939, escrita poco antes de morir fue llevada al cinea por el director Ermanno Olmi, en italiano La Leggenda del santo bevitore. en 1988, con Rutger Hauer de protagonista. El protagonista es Andreas Kartak, un mendigo que vive bajo los puentes del Sena. Recibe doscientos francos, con la obligación de restituirlos, cuando pueda, a la santa Teresita de Lisieux de la iglesia de Sainte Marie des Batignolles. Roth en esta obra sedimenta del desvarío alcohólico que acabó con él...es una borrachera desde dentro, en sus aromas más sabrosos e incorpóreos, cuando ya no cabe el arrepentimiento de la conciencia.

## Ediciones
- Abril. historia de un amor, Acantilado, 2015. ISBN 978-84-16011-42-1
- A diestra y siniestra, Anagrama, 1982. ISBN 84-339-3017-6
- Años de hotel, Acantilado, 2020. ISBN 978-84-17346-71-3
- El anticristo: un alegato moral contra la barbarie, Península, 2002. ISBN 84-8307-433-8
- El busto del emperador, Acantilado, 2003. ISBN 84-96136-19-1
- Las ciudades blancas, Minúscula, 2004 ISBN 84-95587-00-9
- Cartas (1911-1939), Acantilado, 2009. ISBN 978-84-96834-85-9
- Confesión de un asesino, Anagrama, 1997. ISBN 84-339-1493-6
- La Cripta de los Capuchinos, Acantilado, 2002. ISBN 978-84-95359-74-2; Cátedra, 2020. ISBN 978-84-376-4071-6
- Crónicas berlinesas, Minúscula, 2006 ISBN 84-95587-29-7
- El espejo ciego, Acantilado, 2005. ISBN 84-96489-10-8
- La filial del infierno en la tierra, Acantilado, 2004. ISBN 84-96136-72-8
- Fresas, Acantilado, 2017. ISBN 978-84-16748-56-3
- Fuga sin fin, Acantilado, 2003. ISBN 84-96136-00-0
- Hotel Savoy, Acantilado, 2004. ISBN 84-96136-49-3
- Jefe de estación Fallmerayer, Acantilado, 2008. ISBN 978-84-96834-84-2
- Izquierda y derecha, Ediciones Barataria, 2010. ISBN 978-84-92979-03-5
- Job, Bruguera, 1981. ISBN 84-02-07814-1; Acantilado, 2007. ISBN 978-84-96489-81-3; Alianza, 2020. ISBN 978-84-9181-759-8
- Judíos errantes, Acantilado, 2008. ISBN 978-84-96834-35-4
- El juicio de la historia: escritos 1920-1939, Siglo XXI de España, 2004. ISBN 84-323-1180-4
- El leviatán, Siruela, 2003. ISBN 84-7844-692-3; Acantilado, 2013. ISBN 978-84-15689-77-5
- La leyenda del santo bebedor, Anagrama, 1999, prólogo de Carlos Barral. ISBN 84-339-3006-0; Alianza, 2020. ISBN 978-84-9181-758-1
- La marcha Radetzky, Círculo de Lectores, 2004. ISBN 84-672-0269-6; Edhasa, 1994. ISBN 84-350-1606-4; Alba, 2020. ISBN 97884-90656389; Alianza, 2020. ISBN 978-84-9181-848-9.
- La noche mil dos, Anagrama, 1992. ISBN 84-339-2051-0
- El peso falso, Siruela, 2003. ISBN 84-7844-376-2
- Primavera de café. Un libro de lecturas vienesas, Acantilado, 2010. ISBN 978-84-92649-44-0
- El profeta mudo, Montesinos, 1982. ISBN 84-85859-44-8; Acantilado, 2012. ISBN 978-84-15277-79-8
- La rebelión, Seix Barral, 1984. ISBN 84-322-0500-1; Acantilado, 2008. ISBN 978-84-96834-30-9
- Tarabas, Seix Barral, 1983. ISBN 84-322-0483-8; Acantilado, 2007. ISBN 978-84-96834-08-8
- La tela de araña, Acantilado, 2001. ISBN 84-95359-60-X
- El triunfo de la belleza, Acantilado, 2003. ISBN 84-96136-41-8
- Crónicas berlinesas, Minúscula, 2006.
- Viaje a Rusia, Minúscula, 2008. ISBN 978-84-95587-37-4
- Zipper y su padre, Sirmio, 1996. ISBN 84-7769-092-8; Acantilado, 2011. ISBN 978-84-15277-18-7
- Ser amigo mío es funesto. Correspondencia (1927-1938), con Stefan Zweig; Acantilado, 2014. ISBN 978-84-16011-36-0